# El Chavo del Ocho
El Chavo del Ocho är en mexikansk situationskomediserie som skapades av Roberto Gómez Bolaños och produceras av Televisa för Canal 8. Serien hade premiär den 26 februari 1973 i Mexiko.

## Karaktärer
- El Chavo' (Roberto Gómez Bolaños), en 8 år gammal pojke.
- Quico' (Carlos Villagrán), en 9 år gammal pojke.
- La Chilindrina' (María Antonieta de las Nieves), en 8 år gammal flicka med fräknar. Hon är busig och intelligent. Hon är vän av El Chavo och Quico.
- Don Ramón' (Ramón Valdés), Chilindrinas fader.
- Doña Florinda' (Florinda Meza), Quicos moder.
- Popis' (Florinda Meza), Doña Florindas systerdotter.
- Profesor Jirafales' (Rubén Aguirre), grundlärare.
- Señor Barriga' (Édgar Vivar), ägare av La Vecindad.
- Ñoño' (Édgar Vivar), son av Señor Barriga.
- Doña Clotilde "La bruja del 71"' (Angelines Fernández) en singel kvinna.
- Godínez' (Horacio Gómez Bolaños), en väldigt smart pojke. Han är väldigt kreativ i sina svar.
- Jaimito "El Cartero"' (Raúl Padilla) en gammal, mild man i laddning av posten i La Vecindad.